# Palais Károlyi (Budapest)
Le Palais Károlyi (en hongrois : Károlyi-palota) est un édifice situé dans le 8e arrondissement de Budapest.